# Лівійсько-швейцарські відносини
Швейцарія підтримує офіційні відносини з Національною перехідною радою Лівії (ПНР).
12 червня 2011 Швейцарія відправила офіційного посла до Бенгазі, щоб «активізувати свої політичні відносини» та «заявити про свій намір посилити там свою присутність» .
Швейцарія прямо не визнала ПНР, однак вона заявила, що «до створення законно обраного уряду Перехідна рада в Бенгазі є єдиним законним партнером Швейцарії в Лівії». Задовго до цього відносини Швейцарії з Каддафі було перервано, а гуманітарна допомога координувалася з ПНР протягом чотирьох місяців. 22 серпня, виступаючи на конференції в Люцерні, президент Швейцарії Мішлін Кальмі-Ре підтвердила, що Швейцарія не визнала ПНР, оскільки політика швейцарського уряду полягає у визнанні держав, а не урядів, однак він продовжуватиме працювати виключно з ПНР до виборів нового уряду.
Історично склалося так, що в Триполі знаходилося посольство Швейцарії тоді як Лівія мала посольство в Берні . Швейцарія підтримувала дружні стосунки з Лівією за Каддафі до 2000-х років. Лівійські бізнесмени відкрили банківські рахунки у Швейцарії, і торгівля збільшилася. Лівія постачала нафту до Швейцарії, незважаючи на ембарго 1982 року на лівійський бензин. Протягом 2008—2010 років між Швейцарією та Лівійською Арабською Джамахірією виникла дипломатична суперечка внаслідок арешту сина та невістки лівійського лідера Муаммара Каддафі, які перебували у Швейцарії.

## Дипломатична криза 2008—2010 років
Відносини між державами почали погіршуватися в липні 2008 року, коли Швейцарія заарештувала сина лівійського лідера Ганнібала Каддафі та невістку за те, що вони нібито побили своїх слуг у готелі. Обох було затримано два дні та відпустили.
Муаммар Каддафі вжив заходів у відповідь проти Швейцарії, «закривши місцеві дочірні підприємства швейцарських компаній Nestlé і ABB в Лівії, заарештувавши двох швейцарських бізнесменів за передбачувані порушення візового режиму, скасувавши більшість комерційних рейсів між двома країнами і знявши зі своїх рахунків у швейцарському банку».
Щоб спробувати послабити напруженість між країнами та домогтися звільнення двох швейцарських бізнесменів, президент Швейцарії Ганс-Рудольф Мерц у серпні 2009 року вирушив у Триполі, щоб вибачитися за арешти. Це було розкритиковано швейцарською пресою та громадськістю, з численними закликами до його відставки.

Пропозиція Каддафі розділити Швейцарію, 2009 рік

На 35-му саміті G8 Каддафі публічно закликав до розпуску Швейцарії, розділивши її територію між Францією, Італією та Німеччиною.
У серпні 2009 Ганнібал Каддафі заявив, що якби у нього була ядерна зброя, він «стер би Швейцарію з лиця землі».
У лютому 2010 Каддафі закликав до тотального джихаду проти Швейцарії у своїй промові в Бенгазі з нагоди Мавліда. Каддафі щодо швейцарської заборони на будівництво мінаретів охарактеризував Швейцарію як «невірну блудницю» (كافرة فاجرة) та відступника . Він закликав до «джихаду будь-якими засобами», визначивши джихад як «право на збройну боротьбу», яке, за його словами, не повинно вважатися тероризмом .
18 вересня 2009 лівійська влада перевезла двох швейцарських бізнесменів, Макса Гельді та Рашида Хамдані (останній має тунісько-швейцарське подвійне громадянство) з посольства Швейцарії до Триполі до невідомого місця. У відповідь на це 4 листопада Швейцарія заявила, що припиняє дію угоди про нормалізацію відносин з Лівією. Через 5 днів лівійський уряд повернув чоловіків до посольства.
12 листопада 2009 прокуратура Лівії звинуватила бізнесменів у порушенні візового режиму, ухиленні від сплати податків та недотриманні правил, що регулюють діяльність компаній, що працюють у Лівії. 30 листопада лівійський суд засудив кожного з них до 16 місяців ув'язнення. Обох чоловіків було оштрафовано на 2000 лівійських динарів. Уряд Лівії заявив, що справа бізнесменів і Ганнібала Каддафі ніяк не пов'язані[
У лютому 2010 вирок Рашида Хамдані було скасовано лівійським апеляційним судом, а вирок Макса Гельді було скорочено до чотирьох місяців 22 лютого лівійська влада зажадала видачі Гельді. Поліція оточила посольство Швейцарії та погрожувала здійснити обшук у будівлі. Низка послів ЄС увійшли до посольства Швейцарії, щоб продемонструвати солідарність. Зрештою, Гельді здався лівійській поліції і був взятий під варту. Хамдані дозволили залишити Лівію. 24 лютого він повернувся до Швейцарії. Гельді відбув свій чотиримісячний тюремний термін і 13 червня 2010 йому дозволили повернутися додому.
Швейцарські військові розробили план рятувальної операції зі звільнення двох заручників. Згідно з планом, швейцарські командоси проникнуть до Лівії та вирвуть чоловіків із в'язниці, можливо, зіткнувшись у процесі з лівійськими силами безпеки, а потім вивезуть їх із країни. Було розглянуто кілька варіантів контрабанди. Одна з ідей у тому, щоб вивезти їх із Лівії на борту літака посла. Також розглядалося питання про їхню контрабанду через кордон до Алжиру, але від цього плану відмовилися після того, як уряд Алжиру зажадав екстрадиції алжирських дисидентів, які проживають у Швейцарії, в обмін на співпрацю. Інші плани передбачали їхнє вивезення морем на борту підводного човна, хоча невідомо, звідки швейцарський уряд закупить підводний човен, переправить їх контрабандою на південь, до Нігеру, використовуючи найнятих гідів-туарегів або вивезе їх на борту невеликого літака. Також розглядався варіант найму приватної британської охоронної компанії для визволення чоловіків. Повідомляється, що швейцарські сили безпеки двічі наближалися до проведення операції. За словами швейцарського депутата та голови комітету з оборони швейцарського парламенту Якоба Бюхлера, операція була неминуча і могла закінчитися «повною катастрофою».
У лютому 2010 року поширилася суперечка зі Швейцарією, коли Лівія відмовилася видавати в'їзні візи громадянам будь-якої країни Шенгенської угоди, частиною якої є Швейцарія Ця дія, мабуть, була зроблена у відповідь на те, що Швейцарія внесла до чорного списку шенгенських віз 188 високопосадовців Лівії. Цей крок підтримали деякі країни Шенгенської угоди, але Італія розкритикувала як зловживання системою. Італія була стурбована тим, як це може вплинути на її власні дипломатичні відносини з Лівією, і особливо на їхні спільні зусилля щодо припинення нелегальної імміграції з Африки до Європи. Від самої Лівії не було офіційного підтвердження того, чому вони вчинили цю дію. Офіційного підтвердження від самої Лівії щодо того, чому вони вчинили цю дію, не надходило Внаслідок такої заборони іноземним громадянам з деяких країн не дозволили в'їзд до Лівії в аеропорту Триполі, зокрема восьми громадян Мальти, один з яких був змушений чекати 20 годин, перш ніж він зможе повернутися додому. Європейська комісія розкритикувала ці заборонені дії, назвавши їх «непропорційними», хоча негайної взаємної відповіді не було оголошено
Внаслідок дипломатичної суперечки торгівля між двома країнами серйозно постраждала, впавши майже на 40 % за перші вісім місяців 2009 року. Швейцарія традиційно відправляє до Лівії фармацевтичні препарати, промислове обладнання та годинник в обмін на нафту. Після заборони будівництво мінаретів у Швейцарії офіційний представник уряду Лівії Мухаммед Бааю заявив, що Лівія ввела «повне» економічне ембарго щодо Швейцарії, заявивши, що країна використовуватиме альтернативні джерела для продуктів, спочатку імпортованих зі Швейцарії.
|                               |
| Libyan exports to Switzerland |

|                        |
| Swiss exports to Libya |